# Le Tourbillon de la vie (film)
Pour les articles homonymes, voir Le Tourbillon de la vie.
Pour plus de détails, voir Fiche technique et Distribution.
Le Tourbillon de la vie est un film dramatique français réalisé par Olivier Treiner et sorti en 2022.

## Synopsis

### Situation initiale
Julia, fille unique d'un facteur de pianos, est elle-même une pianiste très douée. Le 10 novembre 1989, elle a dix-sept ans et vit à Amsterdam pour parfaire sa formation musicale, lorsqu'elle apprend avec ses camarades la chute du mur de Berlin. Elle qui a toujours été très sage fugue avec ses amis pour aller à Berlin. C'est à ce moment que le hasard fait une première fois basculer son destin.

### Première partie
Version 1 : Julia oublie son passeport, son amie Émilie s'en rend compte à temps. Elle le prend et se rend à Berlin avec ses amis. Elle joue du piano devant le mur, un journaliste la prend en photo, sa photo est publiée dans un journal. Furieux, son père la gifle ; elle rompt ses relations avec lui et s'installe à Berlin.
Version 2 : Julia se rend compte dans l'ascenseur qu'elle a oublié son passeport. En remontant le chercher, elle est surprise sur le fait par sa professeure. Coincée dans son école à Amsterdam, elle voit ses amis partir à Berlin sans elle.
Trois ans plus tard, en 1992, deux Julia fêtent leurs vingt ans en parallèle. Julia 1 s'installe à Berlin définitivement, elle est brouillée avec ses parents, surtout avec son père. Sa mère lui rend visite à l'improviste à Berlin pour son anniversaire. Julia 2 fête son anniversaire en France, avec ses parents et avec ses amis. Elle prépare un concours de piano très sélectif. C'est alors que le hasard fait à nouveau basculer son destin.
Stressée par son concours, elle se rend dans une librairie pour acheter quelques livres.
Version 2.a : elle évite de justesse un libraire qui passe avec un chariot de livres. À la caisse, elle croise Paul, un doctorant en physique. Elle fait tomber un livre. Ils engagent la conversation et tombent amoureux. Paul l'aide à choisir sa robe pour le concours, lui suggérant une robe rose pâle. Julia remporte le concours. Elle épouse Paul et s'apprête à débuter sa première tournée européenne. Au sortir d'une soirée chez les parents de Julia, le jeune couple rentre en scooter. Julia lance une pièce pour déterminer à pile ou face qui, d'elle ou de Paul, conduira le scooter.
Version 2.a.1 : Julia conduit. Ils évitent de justesse une voiture. Julia découvre peu après qu'elle est enceinte. Elle a une fille, puis un garçon avec Paul. Chaque grossesse, difficile, l'oblige à interrompre son activité de concertiste durant plusieurs mois. Elle ne parvient pas à reprendre sa carrière d'artiste de haut niveau et devient mère au foyer. Paul met ses compétences scientifiques au service de la finance, sa carrière décolle. Il est de moins en moins présent dans son foyer. La relation entre Julia et Paul s'étiole.
Version 2.a.2 : Paul conduit. Ils évitent la première voiture, puis sont percutés par une autre qui surgit par l'arrière. Julia est grièvement blessée, elle perd partiellement la mobilité de sa main droite, ce qui ruine sa carrière de concertiste. Un médecin urgentiste lui révèle qu'elle a fait une fausse couche à la suite de l'accident. Julia ignorait qu'elle était enceinte. Paul et elle ne parviennent pas à avoir d'autre enfant. Après quatre tentatives de fécondation in vitro, ils divorcent. Julia devient professeure de musique dans un lycée, s'investit à fond pour ses élèves, et dirige une chorale.
Version 2.b : Julia percute le libraire et son chariot, plusieurs livres tombent, elle arrive à la caisse quelques secondes plus tard, Paul paie, elle ne le remarque pas. Vêtue d'une robe noire, elle échoue au concours. Après son échec, Julia travaille comme assistante pour Maria, une pianiste passablement tyrannique. Elle est remarquée par Victor, le manager de Maria. Julia et Victor vivent en couple, la carrière de Julia décolle, elle devient une concertiste reconnue au niveau international. Quelques années plus tard, leur relation bat de l'aile : Victor voudrait avoir un enfant avant qu'il ne soit trop âgé, Julia préfère privilégier sa carrière. Ils se séparent.

### Deuxième partie
2014 : la mère de Julia souffre d'un cancer du poumon. Le père de Julia téléphone à sa fille pour la prévenir.
Version 1 : Julia vit toujours à Berlin. Elle et son père ne se sont pas parlé depuis vingt-cinq ans. Elle est factrice de pianos, mariée à un Allemand, Markus. Ils ont une fille. Elle se précipite au chevet de sa mère. Elle assiste à l'enterrement avec Markus et leur fille. Elle se réconcilie avec son père et lui propose de la rejoindre à Berlin pour travailler avec elle.
Version 2.a.1 : Julia est bouleversée en apprenant la maladie de sa mère. Elle téléphone à Paul, son mari, puis à Émilie, sa meilleure amie, et réalise qu'ils sont ensemble : Paul la trompe. Elle tente de se suicider et se retrouve hospitalisée en psychiatrie. Paul divorce et obtient la garde des enfants. La mère de Julia meurt. Julia trouve un poste de serveuse dans un restaurant. Elle perd la garde de ses enfants, la justice l'en jugeant inapte. Un soir la cliente qu'elle doit servir n'est autre qu’Émilie. De rage, elle lui envoie de la nourriture à la figure et se coupe accidentellement avec un verre. Dans l'ambulance qui l'emmène à l'hôpital, elle reçoit un appel de son fils : sa fille a des douleurs inquiétantes ; Paul, prévenu, ne se rend pas compte de la gravité de la situation. Julia obtient que l'ambulance fasse un détour pour aller chercher sa fille et elles se rendent toutes les deux avec le fils de Julia à l'hôpital.
Version 2.a.2 : Julia rend visite à sa mère à l'hôpital. Elle fait la connaissance de Gabriel, l'oncologue qui s’occupe de sa mère. Coïncidence, il est également le père de Madeleine, l'une des élèves de Julia. Julia et Gabriel entament une relation amoureuse. Ils assistent ensemble à l'enterrement de la mère de Julia. Julia se bat pour que Théo, un élève très doué, doté de l'oreille absolue, très indiscipliné, ne soit pas expulsé du lycée.
Version 2.b : Julia est en tournée à Tokyo lorsque son père lui téléphone. Elle rentre voir sa mère à l'hôpital. Dans un café près de l'hôpital, elle retrouve Nathan, son amour de jeunesse. Ils entament une relation amoureuse. Nathan l'accompagne à l'enterrement de sa mère.

### Situation finale
2028 : le spectateur comprend que la vie de Julia a pris le chemin 2.a.2. Elle est professeure de musique, vit avec Gabriel. Madeleine, la fille de Gabriel, vient de donner naissance à Claire.
2052 : Julia a 80 ans et sa petite-fille Claire lui fait une belle surprise en l'emmenant assister à un concert de Théo, devenu un grand chef d'orchestre. Ses anciens élèves sont réunis et interprètent pour elle le Chœur des esclaves, de Nabucco de Verdi, qu'elle leur a enseigné. Ils la remercient de ce qu'elle a fait pour eux. Elle est émue aux larmes.

## Fiche technique
- Titre original : Le Tourbillon de la vie
- Réalisation : Olivier Treiner
- Scénario : Olivier Treiner et Camille Treiner
- Musique : Raphaël Treiner
- Photographie : Laurent Tangy
- Montage : Valérie Deseine
- Décors : Philippe Chiffre
- Costumes : Marie-Laure Lasson
- Production : Wassim Béji et Stéphane Celerier
  - Production exécutive : David Giordano
- Société de production : WY Productions
- Société de distribution : SND
- Pays de production :  France
- Langue originale : français
- Format : couleur — 2,35:1
- Genre : drame
- Durée : 120 minutes
- Dates de sortie :
  - France : 21 décembre 2022
  - Suisse romande : 21 décembre 2022

## Distribution
- Lou de Laâge : Julia
- Grégory Gadebois : Pierre Feynman, le père de Julia
- Isabelle Carré : Anna Feynman, la mère de Julia
- Raphaël Personnaz : Paul Sorel
- Esther Garrel : Émilie
- Aliocha Schneider : Nathan Giraud
- Markus Gläser : Markus Schönberg
- Denis Podalydès : Victor Massenet
- Sébastien Pouderoux : Gabriel Trauner
- Natacha Krief : Madeleine Trauner, la fille de Gabriel
- Camille Claris : Claire, la fille de Madeleine

## Accueil critique
Sur le site Allociné, le film recueille une note moyenne de 3.3/5, basé sur 8 critiques.